# Conistra serotina
Conistra serotina är en fjärilsart som beskrevs av Ferdinand Ochsenheimer 1816. Conistra serotina ingår i släktet Conistra och familjen nattflyn. Inga underarter finns listade i Catalogue of Life.